# Peralta de Calasanz
Peralta de Calasanz là một đô thị trong tỉnh Huesca, Aragon, Tây Ban Nha. Theo điều tra dân số 2004 (INE), đô thị này có dân số là 274 người.